# Tambors de Rof
Els Tambors de Rof és una muntanya de 970 metres que es troba entre els municipis de Bassella, a la comarca de l'Alt Urgell i d'Odèn, a la comarca del Solsonès. Al cim s'hi troba un vèrtex geodèsic (referència 269093001).